# Bernard Donovan
Bernard Donovan (né le 12 juillet 1995 au Zimbabwe) est un footballeur international zimbabwéen, qui évolue au poste de gardien de but.

## Biographie

### Carrière en sélection
Il joue son premier match en équipe du Zimbabwe le 30 septembre 2014, en amical contre le Botswana (victoire 1-0).
En janvier 2016, il participe au championnat d'Afrique des nations qui se déroule au Rwanda. Lors de cette compétition, il joue un match contre la Zambie (défaite 0-1).
En janvier 2017, il est retenu par le sélectionneur Callisto Pasuwa afin de participer à la Coupe d'Afrique des nations 2017 organisée au Gabon.